# ノエル・バス
ノエル・バス（Joseph Noël Bas、1877年12月25日 - 1960年7月3日）は、フランスの体操選手である。彼は1900年に開催されたパリオリンピックで体操競技の個人総合で銀メダルを獲得した

。

## 経歴
ノエル・バスは、1877年にフランス南西部のロット県に属するストランケルで生まれた。彼は自国フランスで行われたパリオリンピックの体操競技に、フランス代表として参加した。
オリンピック体操競技の個人総合は、1900年のパリオリンピックから実施された。競技は7月29日から30日にかけて行われ、8つの国から135人の選手が出場し、そのうち開催国フランスからの出場者が108人を占めていた。
この大会での体操競技個人総合は、鉄棒や床運動などの体操競技種目以外にも走幅跳などの陸上競技種目や綱のぼり、重量挙げなどを含んだ合計16種目の総合得点を争うものだった
。各種目には最高20点の得点が与えられた。バスは合計で295点を獲得し、同じくフランス代表として出場し、302点を獲得して優勝したギュスターヴ・サンドラスに続いて2位となり、銀メダリストとなった。バスのオリンピック出場はこの1回のみで、1960年に死去している。